# Can Cuscó
|  | Per a altres significats, vegeu «Can Cuscó (Sant Just Desvern)». |

Can Cuscó era una casa al nucli de les Gunyoles (Avinyonet del Penedès, l'Alt Penedès). Hi ha notícies de les Gunyoles des de l'any 971. Encara que aquestes cases no corresponguin directament a aquesta data, es poden considerar de les més antigues del nucli de les Gunyoles. Era una casa entre mitgeres i fent cantonada composta de planta baixa, pis i golfes. Portal d'entrada adovellat, d'arc de mig punt. Balcons d'un sol portal al primer pis. Ràfec. Cantoneres de carreus de pedra tallada. Teulada de vessants inclinades a diversos nivells. Edificació annexa amb portal d'arc de mig punt adovellat sobre-aixecat sobre el nivell del carrer, i finestres al primer pis amb ampits de pedra.
L'Ajuntament va comprar la casa el 1988, per 300.000 pessetes, juntament amb la casa veïna, cal Candi. Es va enderrocar can Cuscó, pel seu deteriorament, que suposava un perill públic, i així es va engrandir la plaça de l'Església. Cal Candi va ser rehabilitat, passant a ser un espai sociocultural.